# Horst Tappert
Horst Tappert (26 de mayo de 1923 - 13 de diciembre de 2008) fue un actor alemán de cine y televisión, conocido por su papel del inspector Stephan Derrick en la serie de televisión policial que lleva su nombre, entre 1974 a 1998.

## Biografía
Horst Tappert nació el 26 de mayo de 1923 en Elberfeld (ahora Wuppertal ), Alemania. Su padre, Julius Tappert (1892-1957), era un funcionario; su madre era Ewaldine Röll Tappert (1892-1981). Después de la escuela secundaria y a la edad de 17 años, Tappert fue reclutado por el ejército alemán durante la Segunda Guerra Mundial. A los 19 años fue, según su viuda contra su voluntad, trasladado del Ejército a las Waffen-SS, donde también había servido el autor de la serie Derrick, Herbert Reinecker; inicialmente miembro de una unidad antiaérea de reserva en Arolsen, figuraba como granadero en la Tercera División del SS Totenkopfen en marzo de 1943. En 1945 fue brevemente prisionero de guerra en Seehausen, Altmark. Después de la guerra, fue contratado como contable en un teatro en Stendal, y se interesó por la actuación. Tomó clases de actuación y dio su debut en el escenario en dicha ciudad, interpretando al personaje de Dr. Stribel en Die Flitterwochen de Paul Helwig.
En los años siguientes, cambió de empleador varias veces y, en 1956, comenzó a trabajar en Kammerspiele, Munich. Actor independiente desde 1967, ejerció la profesión hasta su muerte.
A fines de la década de 1950, Tappert comenzó a participar en producciones de cine y televisión. Su gran avance fue en 1966 con el programa de televisión de tres partes Die Gentlemen bitten zur Kasse, en el que interpretó al ladrón de trenes Michael Donegan. En 1968, cambió de bando interpretando al detective de Scotland Yard Perkins en las películas de Edgar Wallace. Cuando la segunda estación de televisión pública en Alemania, la ZDF, comenzó a planificar una nueva serie de misterio con un tipo diferente de investigador en 1973, fue elegido para el personaje del detective Stephan Derrick, con su asistente Harry Klein (interpretado por Fritz Wepper).
El personaje de Stephan Derrick se convirtió en una figura de culto. La serie tenía licencia en 104 países y era popular entre los chinos, japoneses e italianos (e incluso fue vista por el Papa Juan Pablo II ). El último de los 281 episodios se filmó en 1998, cuando el corpulento y carismático Tappert alcanzó su límite de edad autoimpuesto de 75 años para ser actor de televisión.

## Vida personal
Divorciado dos veces, vivió por última vez en Gräfelfing, cerca de Munich, con su tercera esposa, Ursula Pistor (casándose en 1957). Fue padre de tres hijos y disfrutaba de la pesca y la caza. Tenía una casa de vacaciones de verano en la costa del norte de Noruega, un país donde también se convirtió en un visitante popular como Derrick, así como en una persona privada. Tappert y su esposa Ursula tenían una cabaña en el municipio de Hamarøy, en Noruega de 1990 a 2008 cuando, debido a su edad y problemas de salud, tuvieron que venderla. Su esposa Ursula Pistor también es actriz, egresada de la misma escuela de actuación en Berlín que Ellinor Hamsun, hija del escritor y premio nobel noruego Knut Hamsun.
En entrevistas y sus memorias homónimas, Tappert no dio más detalles sobre su carrera en la Segunda Guerra Mundial, afirmando haber servido como médico de la compañía en la Wehrmacht, después de lo cual se convirtió en prisionero de guerra. En abril de 2013 se reveló que se había unido a la infame 3. SS-Panzergrenadier-Division Totenkopf, luego desplegada en el Frente Oriental, en marzo de 1943. El historiador Jan Erik Schulte, un experto en la historia de las SS, dijo que las circunstancias de la pertenencia de Tappert en aquella organización menciondada últimamente y la cuestión de si fue presionado o coaccionado para unirse sigue sin estar clara.
Tappert murió el 13 de diciembre de 2008 en Planegg, Alemania.

## Filmografía
- 1950: Doctor Praetorius
- 1958: The Trapp Family in America
- 1958: Wir Wunderkinder
- 1958: Arms and the Man
- 1959: The Angel Who Pawned Her Harp
- 1959: Jacqueline
- 1959: The Beautiful Adventure
- 1959: Ruf ohne Echo
- 1961: Zu viele Köche
- 1961: Ein schöner Tag
- 1961: Küß mich Kätchen
- 1962: Das Halstuch
- 1962: Er kann's nicht lassen
- 1962: Schneewittchen und die sieben Gaukler
- 1963: Das tödliche Patent
- 1963: Zwei Whisky und ein Sofa
- 1963: Leonce und Lena
- 1964: Der Aussichtsturm
- 1964: Sechs Personen suchen einen Autor
- 1965: Eine reine Haut
- 1966: Die Gentlemen bitten zur Kasse
- 1966: Ein Tag in Paris
- 1966: Der Kinderdieb
- 1966: Das ganz große Ding
- 1966: Der Mann aus Melbourne
- 1966: Jerry Cotton: Die Rechnung – eiskalt serviert
- 1966: Four Queens for an Ace
- 1966: Der schwarze Freitag
- 1967: Liebe für Liebe
- 1967: Der große Postraub
- 1968: Heißer Sand auf Sylt
- 1968: The Hound of Blackwood Castle
- 1968: Das Kriminalmuseum
- 1968: Der Gorilla von Soho
- 1969: The Man with the Glass Eye
- 1969: Seven Days Grace
- 1970: Perrak
- 1971: El diablo que vino de Akasawa
- 1971: Und Jimmy ging zum Regenbogen
- 1971: Bleib sauber, Liebling
- 1971: The Captain
- 1971: She Killed in Ecstasy
- 1972: Der Todesrächer von Soho
- 1972: Hoopers letzte Jagd
- 1973: Eine Frau bleibt eine Frau
- 1974: Plus minus null
- 1974–1998: Derrick
- 1974: Auch ich war nur ein mittelmäßiger Schüler
- 1984: Cinématon
- 2000: Der Kardinal
- 2001: In 80 Jahren um die Welt
- 2003: Herz ohne Krone
- 2004: Derrick – Die Pflicht ruft

## Libros
- Tappert, Horst (1999). Derrick und ich. Meine zwei Leben (Derrick y yo. Mis dos vidas; 1ª ed.). Múnich : Heyne-Verlag . ISBN 3-453-15000-7.

- Datos: Q61608
- Multimedia: Horst Tappert / Q61608